# HPC-Europa
Das Förderprogramm HPC-Europa ist eine von der Europäischen Union (EU) finanzierte Forschungsinitiative im Bereich des Hochleistungsrechnens (englisch high-performance computing, HPC). Es soll die Entwicklung des Europäischen Forschungsraums fördern und insbesondere dazu beitragen, den Zugang der europäischen Forscher zur europäischen Supercomputing-Infrastruktur zu verbessern, welche von den Partnern des Programms bereitgestellt wird. Das Programm befindet sich derzeit in seiner dritten Auflage „HPC-Europa3“, manchmal abgekürzt zu „HPCE3“.

## Geschichte

### HPC-Europa1
Das erste HPC-Europa-Programm (HPC-Europa1), das zwischen dem 1. Januar 2004 und dem 31. Dezember 2007 im Rahmen des 6. Forschungsrahmenprogramms (FP6) der EU durchgeführt wurde, hatte zum Ziel, den transnationalen Zugang zu Hochleistungsrechner-Infrastrukturen für europäische Forscher durch die Finanzierung gegenseitiger Besuche zu verbessern, den Zugang zu Ressourcen von Grid-Computersystemen zu erleichtern und neue Methoden zur Messung der Leistung von Forschungsprogrammen zu entwickeln, die auf Supercomputern durchgeführt werden.
Das Programm hatte ein Budget von 14,2 Millionen Euro, davon etwa 13 Millionen Euro aus dem EU-Haushalt. Die erste Finanzierungstranche von 1,6 Millionen Euro (davon 1,5 Millionen aus dem EU-Haushalt) wurde zwischen dem 1. Januar 2008 und dem 31. Dezember 2008 bereitgestellt.

### HPC-Europa2
Die zweite Auflage des HPC-Europa-Programms (HPC-Europa2) lief vom 1. Januar 2009 bis zum 31. Dezember 2012 im Rahmen des 7. Forschungsrahmenprogramms (FP7). Neben dem Auftrag den Zugang zur europäischen Supercomputing-Infrastruktur zu verbessern, hatte das Programm auch zum Ziel die Entwicklung von Programmiermodellen für HPC auf Massenparallelrechner-Architekturen zu fördern, Gastforschern bei der Entwicklung und Parallelisierung ihrer Anwendungen zur Seite zu stehen sowie die Entwicklung von Datengrid-Tools für wissenschaftliche Datendienste zu erleichtern.
Zum ersten Mal wurden dabei im Rahmen des HPC-Europa-Programms „virtuelle Besuche“ angeboten, bei denen die Forscher von ihren Instituten aus Fernzugriff auf die HPC-Einrichtungen hatten. Laut Abschlussbericht des Programms wurde dieses Angebot jedoch nur in geringem Maße genutzt, ggf. weil dies nicht den Erwartungen der Forscher an das HPC-Europa-Programm entsprach.
Das Budget für HPC-Europa2 betrug 13 Millionen Euro, davon 9,5 Millionen Euro aus dem EU-Haushalt.

## HPC-Europa3
Das aktuelle HPC-Europa-Programm (HPC-Europa3) wird vollständig aus dem Programm Horizon 2020 finanziert, dem offiziellen Nachfolger der Forschungsrahmenprogramme der EU. Das Budget beträgt 9,2 Millionen Euro.
In Fortführung seines ursprünglichen Ziels, Besuche von Forschern an den Supercomputing-Einrichtungen der Programmpartner zu finanzieren, hat HPC-Europa3 nunmehr auch die baltischen Staaten und den Westbalkan als neue Regionen in das Programm mit aufgenommen. Zudem wurde die Zielstellung des Programms dahingehend erweitert, jetzt auch kleine und mittlere Unternehmen (KMU) zur Nutzung der Supercomputing-Infrastrukturen zu ermutigen.
Das Programm legt zudem Wert auf die externe Zusammenarbeit mit anderen europäischen HPC-Projekten, wie z. B. PRACE und ETP4HPC.
Die folgenden 10 Partner sind an HPC-Europa3 beteiligt:
- CINECA, Bologna, Italien
- Edinburgh Parallel Computing Centre (EPCC), Edinburgh, Vereinigtes Königreich
- Barcelona Supercomputing Center (BSC), Barcelona, Spanien
- Höchstleistungsrechenzentrum Stuttgart (HLRS), Stuttgart, Deutschland
- SURFsara, Amsterdam, Niederlande
- CSC – IT Center for Science, Helsinki, Finnland
- Greek Research and Technology Network (GRNET), Athen, Griechenland
- PDC Center for High Performance Computing, Stockholm, Schweden
- Irish Centre for High-End Computing (ICHEC), Dublin und Galway, Irland
- Centre national de la recherche scientifique (CNRS), Frankreich

Das Programm wurde durch EuroHPC abgelöst, das ein massiv vergrößertes Budget hat.